# Время в Казахстане
Время в Казахстане регулируется постановлением «О порядке исчисления времени на территории Республики Казахстан», согласно которому применяется один часовой пояс — UTC+5 (с 1 марта 2024 года). Разница географической долготы между крайними восточной и западной точками Казахстана составляет 40°45′, что соответствует разнице местного солнечного времени 2 часа 43 минуты.
Переход на летнее время не применяется (отменён в 2005 году).

## Особенность законодательного оформления
Исчисление времени в Республике Казахстан в 1992—2023 годах сохраняло характерную для СССР особенность законодательного оформления. То есть существовали официальные (формальные) административные часовые пояса — в Казахстане (в 1992—2023 годах) это 4-й и 5-й — но исчисление времени в них производилось с опережением поясного времени на 1 час: в 4-м часовом поясе применялось время UTC+5, а в 5-м — UTC+6. Поправкой от 19 января 2024 года к постановлению «О порядке исчисления времени на территории Республики Казахстан» эта особенность (прописанная в пункте 3 постановления) была устранена.

## История
Территория Казахстана в составе СССР с 1924 года, согласно декрету от 8 февраля 1919 года, находилась в четырёх административных часовых поясах — в 3-м, 4-м, 5-м и 6-м, примерно соответствующих географическим часовым поясам. Административные часовые пояса в РСФСР, куда входила и территория Казахстана, начали формироваться с 1 июля 1919 года, но процесс продолжался и в последующие годы. Так, Кустанайская область (тогда — Кустанайский уезд Челябинской губернии) вошла в 4-й часовой пояс 1 января 1920 года. В 1930—1931 годах было введено декретное время («поясное время плюс один час»), и в указанных часовых поясах стало действовать время, соответственно, UTC+4, UTC+5, UTC+6 и UTC+7.
Согласно решению междуведомственной комиссии при Совете Министров СССР от 28 мая 1956 года, на территории Казахстана с 1 марта 1957 года осталось два часовых пояса: 4-й с действующим временем UTC+5 и 5-й с действующим временем UTC+6. Для этого в западных районах Западно-Казахстанской (включая Уральск) и Гурьевской (включая Гурьев) областей к декретному времени был добавлен ещё один час, а восточные районы Восточно-Казахстанской области фактически избавилась от декретного времени.
В соответствии с границами часовых поясов, установленными постановлением правительства СССР от 24 октября 1980 года, входили:
- в 4-й часовой пояс (UTC+5) — Уральская, Гурьевская, Мангышлакская, Актюбинская, Кустанайская и Кзыл-Ординская области;
- в 5-й часовой пояс (UTC+6) — Целиноградская, Северо-Казахстанская, Кокчетавская, Тургайская, Карагандинская, Павлодарская, Джезказганская, Чимкентская, Джамбульская, Алма-Атинская, Талды-Курганская, Семипалатинская и Восточно-Казахстанская области.

В 1981 году был введён ежегодный переход на летнее время, после чего летом в западной части Казахстана стало действовать время UTC+6, а в восточной — UTC+7. В марте 1989 года Уральская область (в западной части которой, включая Уральск, фактически действовало «поясное время плюс 2 часа») не переводила часы на летнее время (UTC+6) и, официально оставаясь в 4-м часовом поясе, перешла на летнее время 3-го часового пояса (UTC+5). Итак, с 1989 года в Казахстане стало действовать время трёх часовых поясов, а именно (в зимний период):
- UTC+4 — Уральская область;
- UTC+5 — Гурьевская, Мангышлакская, Актюбинская, Кустанайская и Кзыл-Ординская области;
- UTC+6 — остальные области.

В 1991 году почти на всей территории СССР, в том числе в Казахстане, исключая Уральскую область, декретное время было отменено, но сезонный перевод часов сохранялся. Поэтому 31 марта часы переводились в Казахстане на 1 час вперёд только в Уральской области. После осеннего перевода часов 29 сентября 1991 года в Казахстане стало действовать время двух часовых поясов — UTC+4 и UTC+5.
В 1992 году декретное время было восстановлено на большей части территории бывшего СССР. Согласно постановлению правительства Республики Казахстан от 13 января 1992 года часы на всей территории республики 19 января 1992 года были переведены на 1 час вперёд. Этим же постановлением была изменена граница между 4-м и 5-м часовыми поясами — Кзыл-Ординская область с 19 января 1992 года переведена в 5-й пояс (действующее время UTC+6). Постановлением от 27 марта 1992 года, накануне перевода часов на летнее время, было отменено «одночасовое опережение поясного времени, действующее постоянно в течение года, с последнего воскресенья марта 1992 г. для Уральской и Кзыл-Ординской областей» с сохранением расположения этих областей, соответственно, в 4-м и 5-м часовых поясах. В этих областях не было перевода часов 29 марта 1992 года на 1 час вперёд, после чего в Казахстане стало действовать, как и в 1989—1990 годах, время трёх часовых поясов — UTC+4, UTC+5 и UTC+6 (в зимний период).
В 1994 году на время UTC+4, действующее в Западно-Казахстанской (бывшей Уральской) области, перешла Мангистауская (бывшая Мангышлакская) область — при возврате на «зимнее» время в сентябре 1994 года часы там были переведены на 2 часа назад.
С 1996 года отмена летнего времени в Казахстане, как и в России, и во многих других странах, стала происходить на месяц позже — в последнее воскресенье октября.
В 1999 году на время UTC+4 перешла Атырауская область — в марте она не перевела часы на летнее время, а в октябре 1999 года перевела их вместе с другими областями на 1 час назад.

### Отмена перехода на летнее время
Постановление правительства от 23 ноября 2000 года № 1749 было разработано «в целях упорядочения исчисления времени на территории Республики Казахстан и в связи с изменением административно-территориального устройства». В последующие годы в постановление вносились изменения.
Постановление в редакции от 23 ноября 2000 сохраняло переход на летнее время и сохраняло разделение на два официальных часовых пояса с применением трёх градаций времени:
- 4-й пояс — с действующим временем UTC+4 (Уральск, Атырау, Актау) и UTC+5 (Актобе, Костанай, Кызылорда);
- 5-й пояс — с действующим временем UTC+6.

Указанное постановление признало утратившими силу ряд предыдущих постановлений, в частности, Кызылординская область снова, как и до 1992 года, относилась к 4-му часовому поясу.
Постановление в редакции от 20 июля 2004 тоже пока сохраняло переход на летнее время. Однако из трёх градаций времени должны были остаться две, с разницей 2 часа. Актобе должен был перейти на время UTC+4, не переводя часы на летнее время весной 2005 года. Костанай и Кызылорда должны были перейти в 5-й часовой пояс, на время UTC+6, отменив возврат на «зимнее» время осенью 2004 года. Реформа породила некоторое непонимание у населения, куда и в каких регионах переводить часы осенью 2004 и весной 2005 года, поскольку конкретные даты процедур в постановлении от 20.07.2004 не указывались. За полмесяца до осеннего перевода часов появилась ещё одна редакция правительственного постановления.
Постановление в редакции от 15 октября 2004 также сохраняло переход на летнее время, но устраняло разницу 2 часа между западными и восточными областями. Четыре западные области Казахстана должны были иметь разницу 1 час с временем в столице — Астане. Поэтому для Актобе перевод на время UTC+4 упразднялся, а вместе с Костанаем и Кызылордой должны были отменить возврат на «зимнее» время Уральск, Атырау и Актау. Таким образом, 31 октября 2004 года Костанай, Кызылорда, Уральск, Атырау и Актау часы не переводили — Костанай и Кызылорда перешли на время UTC+6, а Уральск, Атырау и Актау — на UTC+5.
Постановление в редакции от 15 марта 2005 отменило ежегодный переход на летнее время. Официальным документом для этой редакции было Постановление Правительства РК № 231 от 15 марта 2005 года. Во всех областных центрах, кроме Костаная и Кызылорды, круглый год стало действовать время, которое в какие-либо периоды истории (до 2004—2005 годов) уже действовало там в зимний период:
- Усть-Каменогорск сохранил поясное время, действовавшее до 1930 года и с 1957 до 2005 года.
- Актобе, Петропавловск, Кокшетау, Шымкент, Тараз, Караганда, Павлодар и Талдыкорган сохранили «поясное время плюс 1 час», действовавшее с 1931 до 2005 года.
- Актау вернулся на «поясное время плюс 1 час», действовавшее с 1931 года до 1994 года.
- Атырау вернулся на «поясное время плюс 2 часа», действовавшее с 1957 до 1999 года.
- Уральск вернулся на «поясное время плюс 2 часа», действовавшее с 1957 до 1989 года.
- Костанай и Кызылорда перешли на постоянное летнее время, которое для них было как «поясное время плюс 2 часа»[* 2].

### Изменения после 2005 года
Недовольство населения некоторыми решениями, принятыми в 2004—2005 годах, наблюдалось как в ходе самой реформы, так и спустя несколько лет. Например, предлагалось перевести часы на 1 час назад в Костанайской и Кызылординской областях. В 2017 году на имя премьер-министра Республики Казахстан был направлен очередной депутатский запрос о переводе часов в указанных областях на 1 час назад.
Согласно постановлению правительства от 7 декабря 2018 года (изменяющему и дополняющему постановление от 23 ноября 2000 года) была изменена граница часовых поясов — Кызылординская область перешла в 4-й часовой пояс с действующим там временем UTC+5. Перевод часов в Кызылординской области на 1 час назад состоялся в ночь с 20 на 21 декабря 2018 года в 00:00 по местному времени. Применяемое время с 21 декабря 2018 по 29 февраля 2024 года было:
- UTC+5 — Западно-Казахстанская, Атырауская, Мангистауская, Актюбинская и Кызылординская области;
- UTC+6 — остальные области.

В 2019 и 2020 годах жители Костанайской области вновь поднимали вопрос о переходе в другой часовой пояс. В 2021 году городские и районные общественные советы области провели голосование, в котором приняли участие 44 486 человек, из них за переход проголосовали 16 135 (36,3 %), против — 26 201 (58, 9 %), воздержались 2150 (4,8 %). В декабре 2022 года в Костанае (по инициативе члена общественного совета Кызылординской области Болата Нурхожаева) этот вопрос обсуждался на встрече представителя от руководства Костанайской области с инициативной группой.
В 2021 году Министерство индустрии и инфраструктурного развития Казахстана организовало сбор мнений и предложений о переходе Казахстана на единое время UTC+5. Предложение, исходившее от специалистов Астрофизического института имени В. Фесенкова, поддержали Институт генетики и физиологии, а также Институт географии и водной безопасности, отметивший необходимость предварительного исследования возможного влияния изменений на здоровье населения, экономику и политику страны. В 2023 году предложение изучали Министерство экологии и природных ресурсов совместно с Министерством торговли и интеграции. В феврале 2023 года была создана рабочая группа с участием депутатов, представителей центральных госорганов, общественности и научных организаций. На заключительном заседании рабочей группы учёные и эксперты поддержали предложение о введении единого времени UTC+5. Перевод часов было предложено осуществить в ночь с 29 февраля на 1 марта 2024 года. В декабре 2023 года проект документа по внесению изменений в постановление правительства от 23 ноября 2000 года № 1749 выносился на общественные обсуждения, но большинство комментариев под проектом оказалось против. Больше всего недовольных были жителями Алма-Аты и Восточно-Казахстанской области.
В 2024 году размещённая на портале «E-Petition.kz» и набравшая достаточное число голосов для официального рассмотрения петиция «Вернуть время назад» рассматривалась рабочей группой при Министерстве торговли и интеграции, после чего было принято решение «отказать в удовлетворении петиции». Вместе с тем была отмечена необходимость в проведении дополнительных исследований, а также разъяснения организациям и предприятиям возможности изменения рабочих графиков с учётом светового дня.

### Изменение местного времени в городах
Перечислены административные центры областей и крупнейшие города (по состоянию на 2019 год) с указанием смещения местного времени от UTC в период с 1924 года по настоящее время. Смещение от UTC указано без учёта перехода на летнее время (* — ожидаемое смещение после даты осеннего перевода часов). Города перечислены преимущественно в порядке возрастания долготы — с запада на восток. В скобках — или точная дата, или год (точная дата после перечня), когда произошло изменение местного времени.
Уральск: 3 (1924), 4 (1931), 5 (1957), 4* (26 марта 1989), 5 (1992), 4* (29 марта 1992), 5 (2004).
Атырау: 3 (1924), 4 (1931), 5 (1957), 4* (1991), 5 (1992), 4* (28 марта 1999), 5 (2004).
Актау: 4 (1924), 5 (1931), 4* (1991), 5 (1992), 4 (25 сентября 1994), 5 (2004).
Актобе: 4 (1924), 5 (1931), 4* (1991), 5 (1992).
Костанай: 4 (1924), 5 (1931), 4* (1991), 5 (1992), 6 (2004), 5 (2024).
Кызылорда: 4 (1924), 5 (1931), 4* (1991), 5 (29 сентября 1991, предположительно), 6 (1992), 5* (29 марта 1992), 6 (2004), 5 (21 декабря 2018).
Жезказган, Туркестан, Петропавловск, Кокшетау, Шымкент, Тараз, Астана, Караганда, Алма-Ата, Павлодар, Талдыкорган, Семей: 5 (1924), 6 (1931), 5* (1991), 6 (1992), 5 (2024).
Усть-Каменогорск: 6 (1924), 7 (1931), 6 (1957), 5* (1991), 6 (1992), 5 (2024).
Точные даты изменений: 2 мая 1924, 9 февраля 1931, 1 марта 1957, 31 марта 1991, 19 января 1992, 31 октября 2004, 1 марта 2024.

## Полдень в городах
Расхождение действующего времени с местным средним солнечным временем определяется отклонением среднего полдня по действующему времени от 12:00. Для сравнения приведены значения среднего полдня в административных центрах областей и в крупнейших городах в соответствии с их географическими координатами:
13:35 Актау

13:35 Уральск

13:33 Атырау

13:11 Актобе

12:46 Костанай

12:38 Кызылорда

12:29 Жезказган

12:27 Туркестан

12:23 Петропавловск

12:22 Кокшетау

12:22 Шымкент

12:15 Тараз

12:14 Астана

12:08 Караганда

11:52 Алма-Ата

11:52 Павлодар

11:48 Талдыкорган

11:39 Семей

11:30 Усть-Каменогорск